# 索盧県
索盧県（さくろ-けん）は中華人民共和国河北省にかつて存在した県。現在の衡水市棗強県東部に相当する。
東晋により設置され、南北朝時代の北斉により廃止された。